# Eudistoma occultum
Eudistoma occultum är en sjöpungsart som beskrevs av Monniot 200. Eudistoma occultum ingår i släktet Eudistoma och familjen Polycitoridae. Inga underarter finns listade i Catalogue of Life.